# Okręg wyborczy nr 99 do Senatu Rzeczypospolitej Polskiej
Okręg wyborczy nr 99 do Senatu Rzeczypospolitej Polskiej obejmuje obszar powiatów białogardzkiego, choszczeńskiego, drawskiego, kołobrzeskiego, świdwińskiego i wałeckiego (województwo zachodniopomorskie). Wybierany jest w nim 1 senator na zasadzie większości względnej.
Utworzony został w 2011 na podstawie Kodeksu wyborczego. Po raz pierwszy zorganizowano w nim wybory 9 października 2011. Wcześniej obszar okręgu nr 99 należał do okręgu nr 39.
Siedzibą okręgowej komisji wyborczej jest Koszalin.

## Reprezentanci okręgu
| Rok  | Rok  | Senator        | Komitet wyborczy                           |
| ---- | ---- | -------------- | ------------------------------------------ |
|      | 2011 | Grażyna Sztark | Platforma Obywatelska RP                   |
| 2015 |      | Grażyna Sztark | Platforma Obywatelska RP                   |
|      | 2019 | Janusz Gromek  | KKW Koalicja Obywatelska PO .N iPL Zieloni |
| 2023 |      | Janusz Gromek  | KKW Koalicja Obywatelska PO .N iPL Zieloni |

## Wyniki wyborów
Symbolem „●” oznaczono senator ubiegającą się o reelekcję.

### Wybory parlamentarne 2011
| Kandydat                                                                                      | Kandydat                | Komitet wyborczy                  | Głosów | Głosów | Głosów |
| Kandydat                                                                                      | Kandydat                | Komitet wyborczy                  | Liczba | %      | +/–    |
| --------------------------------------------------------------------------------------------- | ----------------------- | --------------------------------- | ------ | ------ | ------ |
|                                                                                               | Grażyna Sztark ●        | Platforma Obywatelska RP          | 44 974 | 40,11  | –      |
|                                                                                               | Jacek Woźniak           | Sojusz Lewicy Demokratycznej      | 23 375 | 20,85  | –      |
|                                                                                               | Andrzej Subocz          | Prawo i Sprawiedliwość            | 21 372 | 19,06  | –      |
|                                                                                               | Krystyna Batejko-Drabik | Polskie Stronnictwo Ludowe        | 11 658 | 10,40  | –      |
|                                                                                               | Jerzy Harłacz           | Polska Partia Pracy – Sierpień 80 | 6710   | 5,98   | –      |
|                                                                                               | Waldemar Reginiewicz    | Polska Jest Najważniejsza         | 4029   | 3,59   | –      |
| Frekwencja: 42,24% Liczba głosów ważnych: 112 118 (96,70%) Źródło: Państwowa Komisja Wyborcza |                         |                                   |        |        |        |

● Grażyna Sztark reprezentowała w Senacie VII kadencji (2007–2011) okręg nr 39.

### Wybory parlamentarne 2015
| Kandydat                                                                                      | Kandydat               | Komitet wyborczy                             | Głosów | Głosów | Głosów |
| Kandydat                                                                                      | Kandydat               | Komitet wyborczy                             | Liczba | %      | +/–    |
| --------------------------------------------------------------------------------------------- | ---------------------- | -------------------------------------------- | ------ | ------ | ------ |
|                                                                                               | Grażyna Sztark ●       | Platforma Obywatelska RP                     | 38 861 | 36,14  | –3,97  |
|                                                                                               | Krzysztof Plewko       | Prawo i Sprawiedliwość                       | 32 168 | 29,91  | +10,85 |
|                                                                                               | Mirosław Siedlecki     | KKW Zjednoczona Lewica SLD+TR+PPS+UP+Zieloni | 16 193 | 15,06  | –5,79  |
|                                                                                               | Robert Kucharycz       | KWW Zbigniewa Stonogi                        | 10 167 | 9,45   | –      |
|                                                                                               | Helena Rudzis-Gruchała | Polskie Stronnictwo Ludowe                   | 10 145 | 9,43   | –0,97  |
| Frekwencja: 41,18% Liczba głosów ważnych: 107 534 (96,52%) Źródło: Państwowa Komisja Wyborcza |                        |                                              |        |        |        |

### Wybory parlamentarne 2019
| Kandydat                                                                                      | Kandydat         | Komitet wyborczy                           | Głosów | Głosów | Głosów |
| Kandydat                                                                                      | Kandydat         | Komitet wyborczy                           | Liczba | %      | +/–    |
| --------------------------------------------------------------------------------------------- | ---------------- | ------------------------------------------ | ------ | ------ | ------ |
|                                                                                               | Janusz Gromek    | KKW Koalicja Obywatelska PO .N iPL Zieloni | 59 348 | 43,45  | +7,31  |
|                                                                                               | Henryk Carewicz  | Prawo i Sprawiedliwość                     | 49 350 | 36,13  | +6,22  |
|                                                                                               | Grażyna Sztark ● | KWW Grażyny Anny Sztark                    | 27 885 | 20,42  | –      |
| Frekwencja: 53,46% Liczba głosów ważnych: 136 583 (97,74%) Źródło: Państwowa Komisja Wyborcza |                  |                                            |        |        |        |

### Wybory parlamentarne 2023
| Kandydat                                                                                      | Kandydat             | Komitet wyborczy                           | Głosów | Głosów | Głosów |
| Kandydat                                                                                      | Kandydat             | Komitet wyborczy                           | Liczba | %      | +/–    |
| --------------------------------------------------------------------------------------------- | -------------------- | ------------------------------------------ | ------ | ------ | ------ |
|                                                                                               | Janusz Gromek ●      | KKW Koalicja Obywatelska PO .N iPL Zieloni | 91 840 | 55,58  | +12,13 |
|                                                                                               | Barbara Aściukiewicz | Prawo i Sprawiedliwość                     | 53 954 | 32,65  | –3,48  |
|                                                                                               | Mariusz Nagórski     | Konfederacja Wolność i Niepodległość       | 19 432 | 11,76  | –      |
| Frekwencja: 68,17% Liczba głosów ważnych: 165 226 (97,56%) Źródło: Państwowa Komisja Wyborcza |                      |                                            |        |        |        |